# Décibel
Pour les articles homonymes, voir Décibel (homonymie) et Décibel (bruit).
Le décibel, de symbole dB, est une unité permettant d'exprimer le rapport entre deux puissances comme dix fois le logarithme décimal de ce rapport. Cette unité est utilisée dans les télécommunications, l'électronique et l'acoustique.
Dans le domaine de l'acoustique environnementale, on exprime couramment le niveau sonore en décibels. Cette valeur indique implicitement le rapport des puissances entre la grandeur mesurée et la valeur de référence qui correspond à un son trop faible pour être entendu.
Le décibel est un sous-multiple du bel, jamais employé. Ni le bel, ni le décibel n'appartiennent au Système international d'unités, mais leur usage est accepté avec ses unités.
Tous les domaines de l'ingénierie peuvent utiliser le décibel. Il est particulièrement courant dans le domaine des télécommunications (dont il est originaire), dans l'électronique du traitement du signal, dans les technologies du son et dans l'acoustique.

## Historique
Vers 1920, les entreprises de téléphonie mesuraient l'atténuation du signal en mile de câble standard, msc. Un dispositif équivalent à un msc atténue le signal comme un mile (1,6 km) de câble standard à la fréquence de 800 Hz. Ajouter un circuit en série, équivaut, du point de vue de l'atténuation, à ajouter une longueur de câble. Les msc s'ajoutent, alors que les atténuations exprimées en pourcentage se multiplient. De ce fait, le msc était une unité logarithmique.
Avant la diffusion des calculatrices électroniques, on se servait pour les calculs d'une table de logarithmes décimaux. Pour calculer l'atténuation dans une ligne de longueur L et de coefficient d'atténuation α, il faut élever (1-α) à la puissance L. Sans calculatrice, on cherche log(1-α) dans la table, on le multiplie par L avant de reconvertir, en recourant de nouveau à la table, le logarithme en rapport. En exprimant l'atténuation par la longueur de câble équivalente, même si le circuit en question n'est pas un câble, on simplifie largement les opérations. À la même époque, on commençait à utiliser des amplificateurs pour améliorer la communication à longue distance en compensant les pertes dans le câble. On indiqua la longueur équivalente que ces répéteurs retranchaient au câble.
Des ingénieurs des Laboratoires Bell définirent une unité de transmission indépendante du câble et de la fréquence, basée sur dix fois le logarithme décimal. Cette unité s'appela d'abord TU pour (en)Transmission unit (unité de transmission). Elle présentait l'avantage d'être presque équivalente au msc (1 TU = 1,083 msc). Elle fut renommée décibel en 1923 ou 1924 en l'honneur du fondateur du laboratoire et pionnier des télécoms, Alexander Graham Bell.
Les Laboratoires Bell consultèrent les opérateurs téléphoniques et administrations responsables. Certaines utilisaient des logarithmes népériens, qui présentent certains avantages pour le calcul, avec une unité appelée le néper (symbole Np). Les deux unités ont coexisté, mais le néper n'a pas connu le succès du décibel. « L'utilisation du néper est le plus souvent limitée à des calculs théoriques sur des grandeurs de champ, où cette unité est la plus commode, alors que, dans d'autres cas, en particulier pour des grandeurs de puissance, le bel, ou en pratique son sous-multiple, le décibel, symbole dB, est largement utilisé. Il convient de souligner que le fait que le néper soit choisi comme l'unité cohérente n'implique pas qu'il convienne d'éviter d'utiliser le bel. Le bel est accepté par le CIPM et l'OIML pour être utilisé avec le SI. À certains égards, cette situation est similaire au fait que l'unité degré (°) est utilisée couramment à la place de l'unité SI cohérente radian (rad) pour les angles plans. »
Le bel, unité de base théorique, n'est pas utilisé.
Les acousticiens ont généralement adopté le décibel. Par coïncidence, un décibel, en puissance sonore, correspond à peu près à la plus petite variation perceptible. Selon le philosophe et psychologue Gustav Fechner, la sensation ressentie varie comme le logarithme de l'excitation. Une unité à progression logarithmique semblait particulièrement pertinente dans un domaine où la perception humaine était en jeu. La loi de Weber-Fechner, datant du milieu du XIXe siècle, ne peut être démontrée rigoureusement et n'est pas valable pour les faibles niveaux de stimulus ; mais l'usage du décibel s'était établi, même dans des cas où il complique la compréhension.

## Définition
Soient deux puissances P0 et P1, leur valeur relative en décibels vaut :
{\displaystyle X_{\mathrm {dB} }=10\,\log _{10}\left({P_{1} \over P_{0}}\right)}.
- si P1 = 100 × P0, le rapport entre les deux puissances est de 100 = 102 ; ce qui correspond à 20 dB ;
- si P1 = 2 × P0, leur rapport est de 2 ≈ 100,3, ce qui correspond à 3 dB. Ainsi, multiplier par 2 une puissance correspond à ajouter 3 dB.

| Rapport | 1 | 1,26  | 1,6 | 2 | 2,5 | ≈3,2 | 4 | 5 | 10 | 40 | 100 | 1 000 |
| Rapport |   | ≈ 5/4 |     |   | 5/2 | √10  | 2 |   |    |    |     |       |
| dB      | 0 | 1     | 2   | 3 | 4   | 5    | 6 | 7 | 10 | 16 | 20  | 30    |

### Grandeurs de puissance et grandeurs de champ
- Une grandeur physique proportionnelle ou correspondant à une puissance est appelée grandeur de puissance.
- Une grandeur physique dont le carré est proportionnel à une puissance est appelée grandeur de champ[8].

La puissance, qui s'exprime en watts dans le Système international d'unités, l'intensité acoustique, qui se calcule en watts par mètre carré.
La tension électrique exprimée en volts, l'intensité électrique exprimée en ampères, la pression acoustique exprimée en pascals.
On a souvent besoin d'exprimer le rapport entre deux grandeurs de champ. On peut utiliser les décibels, mais ceux-ci doivent comparer les puissances qu'exerceraient les grandeurs de champ dans des circonstances équivalentes. La puissance est proportionnelle au carré de la grandeur de champ ; par conséquent, les décibels expriment non pas le rapport des grandeurs de champ, mais le rapport de leurs carrés. Dans le cas de grandeurs de champ périodiques comme le courant alternatif, la valeur pertinente est la valeur efficace exclusivement.
On désire exprimer en décibels le rapport entre une tension de 10 V et entre une tension de 100 V.
Supposons qu'elles soient appliquées à une résistance de 100 ohm (Ω). La première produira une puissance de U²/R=10²/100=1 watt (W), la seconde de U²/R=100²/100=100 W. Le rapport entre les puissances est de 100, et logarithme décimal de 100 étant 2, l'expression du rapport en décibels est 20 dB.

La multiplication par dix d'une grandeur de champ correspond à un accroissement de 20 dB.
En appliquant à une tension de 3 V et une autre de 6 V le même raisonnement, on calcule que la première produira une puissance de 0,09 W, la seconde de 0,36 W, le rapport des puissances est donc de 4, dont le logarithme décimal est d'environ 0,6, et l'expression du rapport des puissances est 6 dB.

Le doublement d'une grandeur de champ correspond à un accroissement de 6 dB.
D'une façon plus générale, soient a et b deux valeurs d'une grandeur de champ. On souhaite exprimer le niveau relatif de b par rapport à a en décibels :
| Rapport | 1 | 1,12  | 1,26  | 1,4 | 1,6 | ≈ 1,8 | 2 | ≈ 2,2 | 2,5 | 2,8 | 3,2 | 5  | 8  | 10 | 32 | 100 | 320 | 1 000 |
| Rapport |   | ≈ 9/8 | ≈ 5/4 | √2  | 8/5 | 16/9  |   | √5    | 5/2 | 2√2 | √10 |    |    |    |    |     |     |       |
| dB      | 0 | 1     | 2     | 3   | 4   | 5     | 6 | 7     | 8   | 9   | 10  | 14 | 18 | 20 | 30 | 40  | 50  | 60    |

### Somme de grandeurs d'après les niveaux en dB
Les décibels sont des unités logarithmiques. Ils s'additionnent quand les grandeurs se multiplient.
On est souvent amené à calculer le niveau résultant du mélange de deux sources indépendantes. L'addition est légitime, dans la mesure où les systèmes sont linéaires, mais on doit ajouter les grandeurs, et non leur logarithme.
Quand les sources sont corrélées, c'est-à-dire que la valeur instantanée de l'une dépend de celle de l'autre, il faut partir de cette corrélation pour effectuer les calculs.
Quand les sources sont indépendantes, on doit faire la somme de leurs puissances. Soient deux signaux de niveaux L1 et L2, et Vref la valeur de référence. Le niveau L résultant du mélange des deux signaux s'exprime :
En simplifiant par Vref , l'expression se met sous la forme :
ou encore
Admettons que le niveau L1 soit supérieur au niveau L2 ; on peut construire un tableau indiquant l'augmentation du niveau résultant de l'ajout de la seconde source :
| L1 - L2      | 0    | 1      | 2      | 3      | 4      | 5      | 6    | 7      | 8      | 9      | 10     | 12     | 14     | 16     | > 19 |
| Ajouter à L1 | 3 dB | 2,5 dB | 2,1 dB | 1,8 dB | 1,5 dB | 1,2 dB | 1 dB | 0,8 dB | 0,6 dB | 0,5 dB | 0,4 dB | 0,3 dB | 0,2 dB | 0,1 dB | 0 dB |

On désire connaître le niveau de bruit à un nouveau poste de travail dans un atelier industriel.
- Le niveau sonore dans l'atelier est de 78 dB.
- Le constructeur de la machine destinée à ce nouveau poste indique que l'opérateur subit un niveau sonore de 77 dB en période d'attente et 81 dB en période de travail.

En période d'attente, le niveau de bruit de l'ambiance de l'atelier est supérieur de 1 dB à celui de la nouvelle machine ; il sert de base. On ajoute à ces 78 dB la valeur lue dans le tableau sous 1 dB, soit 2,5. Le niveau de bruit résultant sera de 80,5 dB.
En période de travail, le bruit de la machine domine de 3 dB l'ambiance. Le bruit résultant au poste de travail est de 81 + 1,8 ≈ 83 dB (il est parfaitement illusoire de considérer les décimales dans ces circonstances).

### Soustraction de grandeurs d'après les niveaux en dB
Suivant le même raisonnement que pour les sommes de grandeurs indépendantes d'après leurs niveaux en dB, on peut établir la formule et le tableau de soustraction. On connaît un niveau total L, et on souhaite déterminer le niveau restant L1 après  suppression d'une source à un niveau L2 qui ne peut évidemment qu'être inférieur au niveau total :
On peut construire un tableau indiquant la réduction du niveau résultant de la suppression de la seconde source :
| L - L2          | 1      | 2      | 3    | 4      | 5      | 6      | 7    | 8      | 9      | 10     | 12     | 14     | 16     | > 20 |
| Retrancher de L | 6,9 dB | 4,3 dB | 3 dB | 2,2 dB | 1,7 dB | 1,3 dB | 1 dB | 0,8 dB | 0,6 dB | 0,5 dB | 0,3 dB | 0,2 dB | 0,1 dB | 0 dB |

## Usage du décibel
Les décibels facilitent ainsi le travail quand :
- les grandeurs sont de même signe (il n'y a pas de logarithme d'un nombre négatif) ;
- et les rapports s'étalent sur une large plage (plus de un à cent) ;
- et un rapport de 1,1 (+ 10 %) est peu de chose.

Dans le cas contraire, le calcul avec les rapports ou des pourcentages a des chances d'être préférable.
Dans les calculs pratiques, l'usage des décibels permet de se concentrer sur les problèmes du moment en évitant de mobiliser des capacités de calcul mental. Ajouter ou soustraire des valeurs en décibels équivaut à multiplier ou diviser la valeur d'une grandeur mesurable. On se contente de nombres entiers ou avec au plus un chiffre après la virgule. 

### Calcul d'atténuation
En électronique, en télécommunications, en traitement du signal, le décibel est utilisé en plus des pourcentages pour exprimer des rapports. Il permet de calculer le taux de transmission global du signal électrique à travers une série de composants ou de systèmes reliés les uns à la suite des autres en ajoutant les valeurs en décibels calculées pour chacun d'eux au lieu de multiplier les rapports de transmission :
- gain c'est-à-dire d'augmentation de l'amplitude par un amplificateur électronique, donnant des valeurs positives en décibels ;
- atténuation, c'est-à-dire la diminution de l'amplitude dans un réseau de composants ou une ligne de transmission, donnant des valeurs négatives en décibels.

Le décibel exprime un rapport de puissance sans dimension. Il peut également être combiné avec un suffixe pour créer une unité spécifique et absolue, référencée à une valeur de grandeur physique.

### Le décibel relatif à une valeur de grandeur physique
Là où une personne attachée au sens originel des mots et à l'usage du décibel selon sa définition écrirait :
Un technicien qui valorise plus la concision pourra se contenter de 14 dBm, les lecteurs étant supposés savoir que dBm signifie « décibels relatifs à une puissance d'un milliwatt ».
Les normes ISO et CEI n'autorisent que la notation complète dans les publications techniques et scientifiques.
Dans certains domaines, il existe des valeurs de référence normalisées. Les rapports s'expriment en décibels en ajoutant, comme dans cet exemple, un symbole après dB.

### Électronique
Rappel
Pour les grandeurs de puissance, le décibel est égal à dix fois le logarithme du rapport des grandeurs, pour les grandeurs de champ, à vingt fois le logarithme du rapport des grandeurs.
- dBW : grandeur de puissance. La puissance de référence est 1 W.
- dBm : grandeur de puissance. La puissance de référence est 1 mW. En téléphonie et en audio, la charge normale est 600 ohms, correspondant à l'impédance caractéristique d'une ligne de transmission bifilaire aérienne. 0,775 V dans 600 ohms développent une puissance de 1 mW. Une ligne en paire torsadée moderne a une impédance caractéristique d'une centaine d'ohms. En haute fréquence, l'impédance caractéristique normale est de 50 ohms.
- dBV : grandeur de champ, valeur efficace de la tension. La tension de référence est 1 volt RMS.
- dBμV : grandeur de champ, valeur efficace de la tension. La tension de référence est 1 microvolt RMS.

### Audio
La technologie audio utilise les méthodes et unités des télécommunications et de l'électronique, avec des adaptations dues aux habitudes qui se sont établies progressivement. En téléphonie, la longueur des lignes de transmission oblige à les boucler sur leur impédance caractéristique autrefois fixée à 600 ohms. Dans les installations audio, on n'atteint jamais ces longueurs. Il est donc préférable d'adapter les circuits en tension, avec des impédances d'entrée élevées.
- dBu : decibel unloaded ou unterminated[11] (décibel hors charge) ; grandeur de champ, valeur efficace de la tension. La tension de référence est 0,775 V RMS (volts en valeur efficace). La référence à une impédance disparait, mais on a conservé la tension qui produit 1 mW dans 600 ohms.

#### Audionumérique
En audionumérique, on traite des suites de nombres, de l'information qu'on finira par convertir en une valeur de grandeur de champ.
Les décibels se réfèrent à la puissance. La puissance instantanée du signal à l'instant où sa valeur instantanée est la plus élevée n'est aucunement significative de la puissance totale, comme inversement la valeur efficace, particulièrement si elle est intégrée avec une constante de temps, n'est aucunement significative de la valeur maximale du signal.
En conséquence, les calculs sur le niveau d'un signal somme de signaux non corrélés dont on connaît le niveau en décibels (voir plus haut), qui partent de la définition du décibel comme logarithme de la puissance, sont faux pour les valeurs que donnent les indicateurs en dB FS respectant la définition de l'AES et de l'UER/EBU. Le niveau de crête de la somme de deux signaux non corrélés est supérieur au plus élevé des deux niveaux de crête et inférieur à leur somme.
- dB FS decibel Full Scale (décibel  pleine échelle). Pleine échelle désigne l'amplitude maximale du signal numérique, c'est-à-dire la plus grande valeur absolue pouvant être représentée dans le code en positif ou en négatif. Les usages divergent quant à la grandeur que cette valeur désigne[12].
  - Pour l'AES et l'UER/EBU, le dB FS est le rapport de l'amplitude du signal à la plus grande amplitude que le canal digital puisse représenter[13],[14]. Comme c'est une valeur de champ, on multiplie par convention le logarithme du rapport par vingt, bien que l'amplitude n'ait pas de rapport direct avec la puissance (voir Facteur de crête). Le niveau en dB FS est nécessairement négatif, puisque la valeur de référence, qui correspond à un niveau de 0 dB, ne peut être dépassée dans le système.
  - Pour d'autres, le dB FS est le rapport de la valeur efficace du signal à celle d'un signal sinusoïdal d'amplitude maximale[15]. Dans ce système de mesure, un signal peut atteindre +3 dB FS.

Les deux variantes donnent des lectures identiques pour les signaux d'essai (sinusoïdes).
Le dB FS est l'unité recommandée pour les indicateurs PPM dits aussi QPPM, et s'utilise généralement pour les indicateurs d'amplitude basés sur la valeur de chaque échantillon numérique.
- dB FS TP : dB True Peak (décibel vraie crête) : une variante du dB FS pour laquelle l'amplitude du signal inclut les crêtes pouvant exister entre deux échantillons successifs du signal numérique[17]. Le niveau en dB TP peut dépasser le niveau de référence de quelques dB. Le but de l'évaluation du niveau en dB TP est de permettre aux opérateurs d'éviter qu'il le fasse.

Pour les appareils audionumériques, l'indication du niveau de la crête est de la plus grande importance, puisque au-delà de la pleine échelle, l'information est définitivement perdue. L'habitude a fait conserver le décibel pour évaluer le niveau relatif. Il serait cependant plus judicieux d'utiliser les pourcentages pour cet usage. Ainsi, la recommandation de ne pas laisser la modulation dépasser −1,5 dB FS TP se lirait « ne pas dépasser 85 % FS TP ». L'échelle des modulations permises, avec un niveau minimal exigé à −42 dB FS (avec une constante de temps longue) pour ne pas laisser l'auditeur sans aucun son, se situe entre 1 % et 85 %, ce qui ne justifie guère l'échelle logarithmique. L'indication du niveau intégré, (VU ou LU) reflétant le niveau perçu, a en revanche toutes les raisons de s'exprimer en dB.
Unités dérivées
Des unités de mesure de la sonie des programmes audio basées sur des échelles logarithmiques décimales comme le décibel, mais impliquant de nombreux filtrages et intégrations ont été mises en œuvre, voir Niveau (audio).

### Acoustique
L'acoustique se décompose, pour ce qui est de l'usage des décibels, en deux parties :
- l'acoustique physique ;
- la psychoacoustique.

L'acoustique physique étudie les sons dans l'espace. Elle utilise le décibel pour comparer les intensités acoustiques, une grandeur de puissance qui s'exprime en watts par mètre carré (W m−2), ou les pressions acoustiques, une grandeur de champ qui s'exprime en pascals (Pa). Une norme définit un niveau d'intensité acoustique de référence de 1 pW/m2 et un niveau de pression acoustique de référence de 20 μPa qui sont, dans certaines conditions en général à peu près remplies, équivalents, et sont le 0 dB, soit SPL (Sound Pressure Level (niveau de pression acoustique)), soit SIL (Sound Intensity Level (niveau d'intensité acoustique)).

#### Psychoacoustique
La psychoacoustique étudie la perception des sons par les êtres humains. Comme la sensation sonore dépend de nombreux facteurs, les acousticiens sont amenés à filtrer et à intégrer les valeurs de pression sonore de façon beaucoup plus diverse qu'en acoustique physique avant de convertir le résultat en dB ou en unités particulières. Des normes précisent la nature de ces traitements, indiqués par un suffixe après dB.
- dB A « décibel du rapport pondéré en fréquence suivant la courbe A ». La courbe de pondération est adaptée à la réponse de l'oreille à des faibles niveaux de pression acoustique, autour de 40 dB SPL. Son usage est obligatoire pour certaines mesures légales du bruit.
- dB B « décibel du rapport pondéré en fréquence suivant la courbe B ». Cette courbe a peu d'utilisation actuellement, mais elle est une composante de celle qui sert à l'analyse de la sonie des programmes de télévision[22].
- dB C « décibel du rapport pondéré en fréquence suivant la courbe C ». C'est une courbe de pondération adaptée à la réponse de l'oreille à des niveaux élevés de pression acoustique, supérieurs à 70 dB SPL.
- dB HL Hearing Level (Niveau d'audition), « décibel du rapport pondéré par une courbe normalisée pour les audiogrammes ».

Des unités basées moins directement sur le décibel ont été définies pour mieux représenter la perception d'un volume sonore :
- le phone s'applique aux sons purs, on applique à la valeur en dB une correction basée sur les courbes isosoniques ;
- le sone se calcule selon une procédure normalisée (ISO 532) à partir d'une mesure du niveau en dB re 20 μPa sur soit 10, soit 24 bandes de fréquences.

### Radio transmissions
- dBi : utilisé pour parler du gain des antennes. Le gain de référence est celui d'une antenne isotrope.
- dBd : comme le dBi mais le gain de référence est celle d'une antenne dipôle.
- dBc : mesure du rapport de puissance entre un signal (le bruit, souvent) et la porteuse sur laquelle il transite (c pour carrier).

### Météorologie
Le décibel Z est la valeur en décibels du rapport entre la puissance émise et la puissance renvoyée par une cible sur un radar météorologique. On utilise une longueur d’onde radar entre 1 et 10 cm afin que le retour agisse selon la loi de Rayleigh, c'est-à-dire que l'intensité de retour est proportionnelle à une puissance du diamètre des cibles pourvu que celles-ci (pluie, flocons, etc.) soient beaucoup plus petites que la longueur d’onde du faisceau radar. C’est ce qu’on nomme la réflectivité (Z).
On indique en dB Z l'écart de réflectivité par rapport à celle d'une précipitation contenant 1 mm6 m−3 de gouttes.

### Probabilités
En probabilités, on définit l'évidence d'un évènement comme :
{\displaystyle \mathrm {Ev} (p)=\log \left({\frac {p}{1-p}}\right)}
où p est sa probabilité. L'usage d'une échelle logarithmique présente le même genre d'avantages de présentation que le décibel pour les rapports de puissance : meilleure lisibilité lorsque les probabilités sont proches de 1 ou de 0, remplacement de la multiplication par l'addition pour les calculs.
Dans un ouvrage de 1969, Myron Tribus choisit la base 100,1 pour le logarithme et exprime le résultat en décibels. Des ouvrages bayésiens de référence le suivent dans cet usage métonymique. Cependant, plusieurs auteurs lui préfèrent les termes ban (en) et son sous-multiple déciban, inventés par Alan Turing en 1940, et publiés par Good en 1979.  En 2011, Stanislas Dehaene choisit cette option dans son cours au Collège de France.
Le décibel reste dans ce cas réservé aux rapports de puissance conformément à sa définition d'origine, le déciban exprimant l'évidence probabiliste.